# Tuffi ai XVIII Giochi panamericani - Trampolino 3 metri sincro femminile
Il concorso dei tuffi dal trampolino 3 metri sincro femminile dei XVIII Giochi panamericani si è svolto il 1º agosto 2019 presso il Centro aquatico di Lima in Perù.

## Programma
| Data           | Ora   | Evento |
| -------------- | ----- | ------ |
| 1º agosto 2019 | 19:00 | Finale |

## Risultati
| Class   | Atleta                           | Nazione     | Punti  |
| ------- | -------------------------------- | ----------- | ------ |
| Oro     | Jennifer Abel Pamela Ware        | Canada      | 309.60 |
| Argento | Brooke Schultz Sarah Bacon       | Stati Uniti | 290.10 |
| Bronzo  | Paola Espinosa Dolores Hernández | Messico     | 285.00 |
| 4       | Diana Pineda Steffanie Madrigal  | Colombia    | 249.78 |
| 5       | Anisley García Prisis Ruiz       | Cuba        | 238.83 |
| 6       | Luana Wanderley Juliana Veloso   | Brasile     | 232.29 |
| 7       | Luciana Gil Pamela Reyes         | Perù        | 196.23 |